# Marmessoidea haemorrhoidalis
Marmessoidea haemorrhoidalis är en insektsart som beskrevs av Ludwig Redtenbacher 1908. Marmessoidea haemorrhoidalis ingår i släktet Marmessoidea och familjen Diapheromeridae. Inga underarter finns listade i Catalogue of Life.